# Орот Рабин
Орот Рабин (ивр. אורות רבין‎, перевод: Огни Рабина) — тепловая электростанция израильской электрической компании. Является крупнейшей в Израиле. Работает на угле, расположена на берегу Средиземного моря близ города Хадера.
Строительство электростанции начато в 1973 году. Первый энергоблок запущен в 1981 году. В настоящее время на станции работает 6 энергоблоков (два крупных и 4 более мелких). Электростанция имеет свой собственный порт для доставки угля, через него полностью происходит снабжение электростанции. В будущем планируется достроить два дополнительных энергоблока.
В настоящее время установленная мощность электростанции составляет 2590 МВт (что составляет 23 % всей электроэнергии, вырабатываемой в Израиле). Каждые 24 часа на электростанции сжигается 18 000 тонн угля и каждый час она использует для охлаждения 320 000 тонн морской воды.
Электростанцию обвиняют в загрязнении окружающей среды (загрязнение моря в ходе разгрузки угля и загрязнение реки Хадера в ходе сброса в неё морских вод, используемых для охлаждения).
Электростанция первоначально носила имя «Маор Давид» в честь бывшего председателя израильской электрической компании. После крупного расширения станции в 1990-х годах и убийства премьер-министра Ицхака Рабина, станция была названа «Орот Рабин» — «Огни Рабина».
Третья труба электростанции имеет 300 метров в высоту и является второй по высоте постройкой в Израиле (после радара в Димоне).